# تپه چغامیش
چُغامیش بزرگ‌ترین محوطهٔ پیش از تاریخ و آغاز تاریخی (حدود ۱۷ هکتار) در منطقهٔ پای کوه‌های زاگرس، بین دزفول و شوشتر در ایران است. این محوطه در طی یازده فصل کاوش بین سال‌های ۱۳۴۰ تا ۱۳۵۷ شمسی (۱۹۶۱ تا ۱۹۷۸ میلادی) توسط مؤسسهٔ خاورشناسی دانشگاه شیکاگو، به سرپرستی پیناس دلوگاز (درگذشتهٔ ۱۹۷۵) و هلن کانتور حفاری شد. در فصل چهارم تا دهم، دانشگاه کالیفرنیا در لس‌آنجلس نیز به عنوان همکار در کاوش‌ها حضور داشت. چغامیش به‌طور تقریبی از اواخر هزارهٔ ششم تا اواخر هزارهٔ چهارم پیش از میلاد، به‌جز یک یا دو وقفهٔ کوتاه، به‌طور پیوسته مسکون بوده و نقشی کلیدی در توسعهٔ فرهنگی و اجتماعی منطقه ایفا کرده است.

## دورهٔ پیش از تاریخ
چغامیش یکی از مراحل اولیهٔ توالی فرهنگی دشت شوشان را دربرمی‌گیرد که به عنوان دورهٔ «شوشان کهن» (اواخر هزارهٔ ششم پیش از میلاد) شناخته می‌شود. این دوره خود به سه مرحله تقسیم می‌شود که با سفال‌های تزیینی مشخص شده‌اند. کهن‌ترین مرحله، «شوشان کهن ۱»، دارای سفال‌های نقاشی‌شده و صیقلی است و تاکنون بیشتر در چغامیش شناخته شده است. پس از آن، مرحلهٔ «شوشان کهن ۲» با سفال‌های خط‌قرمز و سپس «شوشان کهن ۳» با سفال‌های نقاشی‌شدهٔ مات و سفال‌های خط‌نزدیک قرار دارد.
اگرچه استقرار در چغامیش زودتر از این نیز آغاز شده بود، اما شواهدی از یک مرحلهٔ گذار بین دورهٔ «شوشان آغازین» و «شوشان کهن ۱» در منطقه‌ای کوچک از محوطه یافت شده است. دورهٔ «شوشان آغازین» به‌طور گسترده در محوطهٔ چغا بنوت معزی (۶ کیلومتری غرب چغامیش) که در سال‌های ۱۳۵۶ و ۱۳۵۷ شمسی حفاری شد، مشاهده شده است. در چغامیش، سطح پیشرفتهٔ فرهنگی دورهٔ «شوشان کهن» با دیوارهای ساخته‌شده از خشت‌های گلی (هر یک حدود یک متر طول)، طرح‌های پیچیدهٔ روی سفال‌ها و تندیس‌های گوناگون زنانه آشکار است.

## توسعهٔ فرهنگی و ساختاری
لایه‌های معماری و آثار باقی‌مانده از دوره‌های «شوشان آغازین» (حدود ۶۰۰۰ پیش از میلاد)، «شوشان میانی» (هزارهٔ پنجم پیش از میلاد) و «شوشان متأخر» (اوایل هزارهٔ چهارم پیش از میلاد) نشان‌دهندهٔ تداوم و پیچیدگی فزایندهٔ فرهنگ پیش از تاریخی در این منطقه است. در همان دوران «شوشان کهن»، شهروندان منطقه ترکیبی از دامداری و کشاورزی را به‌عنوان شیوهٔ معیشت خود داشتند. در دورهٔ «شوشان آغازین»، ابزارهایی مانند کج‌بیل‌های سنگی که با قیر و طناب به چوب متصل می‌شدند، رواج پیدا کرده بودند. همچنین، قطعاتی از دو ظرف بزرگ، یکی سفالی و دیگری سنگی که شکل سفال را تقلید می‌کرد، به همراه طلسم‌های سنگی تراش‌خورده، نشان‌دهندهٔ درجه‌ای از تخصص در سفالگری و سنگ‌تراشی بودند.
دورهٔ «شوشان میانی» به‌احتمال زیاد بیشتر هزارهٔ پنجم پیش از میلاد را دربرمی‌گیرد و به دو مرحلهٔ اصلی، «شوشان میانی ۱» و «شوشان میانی ۳»، تقسیم می‌شود که با بقایای معماری مشخص شده‌اند. این دو مرحله توسط یک فاز گذار (شوشان میانی ۲) که هنوز به‌خوبی درک نشده، از یکدیگر جدا شده‌اند. در مرحلهٔ «شوشان میانی ۳»، برخلاف دوره‌های پیشین، نقش‌مایه‌های نمایشی مانند گاوها، پلنگ‌ها، بزهای بزرگ‌شاخ و مارها به‌طور برجسته‌ای دیده می‌شوند. برخی از این طرح‌ها به‌طورمستقیم به نقوش سفال‌های دورهٔ «شوشان متأخر» تبدیل شده‌اند.

## رشد و توسعهٔ استقرارگاه
کاوش‌های انجام‌شده در نقاط مختلف چغامیش نشان‌دهندهٔ رشد تدریجی سکونتگاه در دوران پیش از تاریخ است. در مراحل اولیهٔ «شوشان کهن ۱ و ۲»، تنها بخش کوچکی در جنوب شرقی تپهٔ امروزی مسکون بود. در مرحلهٔ «شوشان کهن ۳»، استقرارگاه کمی بزرگ‌تر شد و در دورهٔ «شوشان آغازین» به‌طور قابل‌توجهٔ گسترش یافت. در دورهٔ «شوشان میانی ۳» – و به‌احتمال زیاد در «شوشان میانی ۱» – کل تپه اشغال شده بود و چغامیش به بزرگ‌ترین سکونتگاه دوران خود در منطقه تبدیل شد. این تراکم جمعیت در هزارهٔ پنجم پیش از میلاد یکی از مهم‌ترین یافته‌های کاوش‌های چغامیش در درک توسعهٔ جوامع پیش از تاریخ در دشت شوشان است.
یکی از بناهای دورهٔ «شوشان میانی ۳» دارای پی‌های ضخیم از گل خالص، دیوارهای مستحکم و تزئینات خارجی منظم بود که نشان می‌دهد ساختمانی ویژه بوده است. این بنا در نهایت بر اثر آتش‌سوزی از بین رفت. تفاوت بین چغامیش (با این بنای یادمانی سوخته) و چغا بنوت (با خانه‌ای ساده) نشان‌دهندهٔ اختلاف میان یک مرکز سکونتی اصلی و یک روستای اقماری در منطقه است. تا دورهٔ «شوشان میانی ۳»، جوامع دارای سلسله‌مراتب اجتماعی در دشت شوشان پدید آمده بودند.
در دورهٔ «شوشان متأخر»، چغامیش به‌شدت کوچک شد و تنها بخش شمالی تپه مسکون ماند. در این منطقه، انباشت حدود ۷ متر بقایای معماری، بلندترین نقطهٔ تپه را تشکیل داد که در دوره‌های بعدی به قلعهٔ اصلی تبدیل شد. این کاهش چشمگیر در مساحت و جمعیت چغامیش با روند عمومی کاهش اندازهٔ سکونتگاه‌ها در دشت شوشان مطابقت دارد، چنان‌که بررسی‌های سطحی نیز این روند را تأیید کرده‌اند. برخی از این تغییرات – و به‌ویژه افول چغامیش – به‌احتمال زیاد با بنیان‌گذاری یک مرکز شهری جدید در شوش مرتبط بوده است.

## ارتباطات با بین‌النهرین پیشاتاریخی
چغامیش شواهد مهمی از ارتباطات اولیه بین سوزیانا و بین‌النهرین ارائه می‌دهد. سفال‌های خط بسته دوره سوزیانای کهن ۳ با سفال‌های مرحله فرهنگی عُبید که مقدم بر توالی شناخته‌شده عبید در جنوب بین‌النهرین است، مطابقت دارد. همچنین، این سفال‌ها به سفال‌های نقاشی‌شده دوره سامرا در مرکز بین‌النهرین شباهت دارند اما از آن‌ها قدیمی‌تر هستند (این دوره با عبید ۱ = دوره اِریدو در جنوب هم‌زمان است). پیوند سوزیانای اولیه با دوره سامرا از طریق عناصر مختلف سفالی و سرهای سفالی انسانی مشخص می‌شود. علاوه بر این، چغامیش با عبید ۱ یک نوع خاص از کاسه‌های نقاشی‌شده را به اشتراک دارد. یافته‌های لایه‌ای در چغامیش، هم‌زمانی سوزیانای اولیه با دوره عبید ۱ در جنوب بین‌النهرین و دوره سامرا در مرکز بین‌النهرین را تأیید و همچنین هم‌زمانی این دو دوره بین‌النهرینی را تقویت می‌کند.
در دوره سوزیانای میانی ۱، بسیاری از سفال‌های نقش‌دار چغامیش بسیار مشابه سفال‌های عبید ۲ (= حاجی محمد) در جنوب بین‌النهرین هستند. با این حال، در سوزیانای میانی ۳ و عبید ۳ بین‌النهرین، این پیوندهای گسترده سفالی کمتر دیده می‌شود، هرچند در برخی موارد شباهت‌های نزدیکی وجود دارد.

## دورهٔ پیش‌نوشتاری
در آغاز دوره تاریخی، حدود ۳۴۰۰ پ.م. چغامیش دوباره به عنوان مهم‌ترین محوطه دشت شرقی سوزیانا ظاهر شد و کل تپه مسکونی شد. با این حال، فرهنگ دیرپای سوزیانا جای خود را به فرهنگی جدید داد که سفال‌ها و دیگر یافته‌های آن بطورکامل مشابه نمونه‌های جنوب بین‌النهرین و مستعمرات پیش‌نوشتاری در غرب، در امتداد فرات و دیگر رودخانه‌ها بود. در چغامیش تعداد زیادی مخروط‌های سفالی مانند نمونه‌های استفاده‌شده در تزئین موزاییکی معابد بین‌النهرین، همراه با یک سکوی عظیم، وجود داشت که نشان‌دهنده بناهای یادمانی است. همچنین منطقه‌ای شامل خانه‌های خصوصی و گودال‌هایی کاوش شد.
از یافته‌های مهم می‌توان به گلوله‌های سفالی حاوی ژتون‌های کوچک برای محاسبات، لوح‌های دارای اعداد و مهرهای استوانه‌ای اشاره کرد. در میان نقش‌های منحصربه‌فرد مهرهای استوانه‌ای چغامیش، تصاویری از تسلیم یک شهر مستحکم، فرمانروایی که بر قایقی با دو اسیر نشسته است، و یک ضیافت با موسیقی‌دانان و خواننده به چشم می‌خورد. همچنین، برای نخستین بار در هنر بین‌النهرین، نقش دو قایق اسطوره‌ای با دماغه‌هایی به شکل انسان‌هایی که از طریق نی از یک کوزه می‌نوشند، مشاهده شده است. این تصویر به دو مضمون مهم هنر بین‌النهرین اشاره دارد: قایق ایزد خورشید و ضیافت‌نشینانی که از نی برای نوشیدن استفاده می‌کنند.
یک خمره چهار دسته با نقش‌های حکاکی‌شده، دسته جدیدی را به هنر پیش‌نوشتاری می‌افزاید. پس از پایان دوره اولیه پیش‌نوشتاری، چغامیش به‌طور تقریبی برای یک هزاره متروک شد.

## استقرارهای بعدی
در دورهٔ ایلامی کهن (سلسله سوکَلمَهُ) در اوایل هزارهٔ دوم پ.م. بخش مرتفع تپهٔ چغامیش به یک قلعهٔ ایلامی با دیوارهای عظیم تبدیل شد که چشم‌اندازی گسترده به دشت داشت و مسیر راهبردی میان کوهپایه‌های زاگرس را کنترل می‌کرد. در این دوره، سفال‌های شاخص، مهرها و یک ظرف سنگی قیری با لوله‌ای به شکل بز بلند شده، کشف شد.
پس از دوره سوکَلمَهُ، چغامیش دوباره تا هزارهٔ اول پ.م. متروک ماند. در این دوره، بخش پایین تپه به یک سکونتگاه هخامنشی تبدیل شد. سفال‌های پراکنده در این منطقه ارتباط نزدیکی با یافته‌های عصر آهن در فلات ایران دارد. یک تدفین سالم از دوره هخامنشی، شامل چندین ظرف سفالی، دو ظرف برنزی و برخی سلاح‌ها، کشف شد.
گرچه دیوارهای خانه‌ها به‌طور تقریبی به‌طور کامل توسط فرسایش و شخم تخریب شده بودند، اما یک سازه مهم بازیابی شد: یک انبار غله زیرزمینی مدور با قطر داخلی ۷٫۵ متر و دیوارهای ضخیم از خشت خام که بیش از ۲ متر به درون لایه‌های پیش‌نوشتاری نفوذ کرده بود. این انبار در ایران نمونه مشابهٔ ندارد، اما نمونه‌های مشابهٔ از دوره هخامنشی در جنوب فلسطین یافت شده است. بزرگی این انبار نشان می‌دهد که چغامیش در این زمان نه یک روستای ساده، بلکه یک مرکز راهبردی بوده است.
روستای هخامنشی آخرین استقرار مهم در چغامیش بود. قطعات سفال اشکانی پراکنده در سراسر محوطه، گورهای «کوزه‌ای» و یک کوره در بخش شمال‌غربی تپه نشان‌دهنده بقایای حاشیه‌ای یک مجموعه شهری عظیم است که حدود یک کیلومتر به سمت غرب امتداد داشته است. در این زمان، دیگر هٔچ خاطره‌ای از شهری که در دوره‌های پیشاتاریخی و پیش‌نوشتاری مسیر شرقی-غربی زاگرس را کنترل می‌کرد، باقی نمانده بود.